# Течение (речное)
Тече́ние — движение воды в русле водотока (реки, канала, ручья). Течение водотоков происходит под действием гравитации за счёт перепадов уровней воды.
В разных частях речных русел наблюдаются различные течения: на речных излучинах наблюдаются прижимные течения, которые затрудняют судоходство; на перекатах наблюдаются свальные(косые) течения; в ухвостьях островов наблюдаются сбойные течения.
Течения водотоков характеризуются скоростью и направлением. План течений определяется на реке с помощью поплавков или гидрологических вертушек. На гидравлических моделях план течений изучается для определения воздействия водного потока на суда и гидротехнические сооружения. План течений рассчитывается разными способами, из которых одних из простых является метод Бернадского: струи распределяются пропорционально глубине потока в определённой степени. Существует множество численных математических двумерных и трёхмерных моделей по построению плана течений.
Течения водотоков отличаются по своему генезису от течений водоёмов, которые образуются за счёт различных причин: ветра, поступления водных масс из притоков, за счёт перекоса водной поверхности из-за разности давлений, плотностной неоднородности водных масс.
Течения реки бывают трёх разных видов:
- Верхнее течение
- Среднее течение
- Нижнее течение

Верхнее течение образовывается в вершинах гор при скоплении воды из-за подземных вод и осадков, и оттуда река берёт своё начало.
В Среднем течении река обычно повышает свою полноводность за счёт притоков.
В Нижнем течении река обычно течёт медленно и плавно, зачастую образовывая извилины.